# الشجره، درعا
الشجره (به عربی: الشجرة) یک منطقهٔ مسکونی در سوریه است که در استان درعا واقع شده‌است. الشجره ۶٬۵۶۷ نفر جمعیت دارد.